# Peter Broeker
Peter Broeker Nascut el 15 de maig de 1929 a Hamilton, Ontario - mort l'any 1980) va ser un pilot de Fórmula 1 del Canadà.
Va participar en un únic Gran Premi del Campionat del Món, al Gran Premi dels Estats Units de 1963, conduint un Stebro cotxe del que ell mateix n'era propietari. Va finalitzar 7è, encara que a 22 voltes del guanyador, i no va aconseguir cap punt pel campionat.

## Resultats a la F1
| Any  | Escuderia | Xassís   | Motor           | 1   | 2   | 3   | 4   | 5   | 6   | 7   | 8     | 9   | 10  | Camp. | Punts |
| ---- | --------- | -------- | --------------- | --- | --- | --- | --- | --- | --- | --- | ----- | --- | --- | ----- | ----- |
| 1963 | Stebro    | Stebro 4 | Ford Straight-4 | MON | BEL | HOL | FRA | GBR | ALE | ITA | USA 7 | MEX | SUS | -     | 0     |

### Resum
| Curses: | Victòries: | Pòdiums: | Poles: | Voltes ràpides: | Punts: |
| ------- | ---------- | -------- | ------ | --------------- | ------ |
| 1       | 0          | 0        | 0      | 0               | 0      |